# Гюстен
Гюстен (нем. Güsten) — город в Германии, в земле Саксония-Анхальт. 
Входит в состав района Зальцланд. Подчиняется управлению Зале-Виппер.  Население составляет 4518 человек (на 31 декабря 2010 года). Занимает площадь 24,25 км². Официальный код  —  15 1 53 014.